# فرد تیماکاتا
فرد تیماکاتا (انگلیسی: Fred Timakata; زاده ۱۹۳۶ – درگذشته ۲۱ مارس ۱۹۹۵ (۵۹ سال)) سیاست‌مدار اهل وانواتو بود. وی دو بار از ۱۷ فوریه ۱۹۸۴ تا ۸ مارس ۱۹۸۴ و سپس از ۳۰ ژانویه ۱۹۸۹ تا ۳۰ ژانویه ۱۹۹۴ رئیس‌جمهور این کشور بود.
فرد تیماکاتا در ۲۱ مارس ۱۹۹۵، در سن ۵۹ سالگی درگذشت.